# 연합함대 사령장관 야마모토 이소로쿠 (2011년 영화)
《연합함대 사령장관 야마모토 이소로쿠 -태평양 전쟁 70년째의 진실-》(일본어: 聯合艦隊司令長官 山本五十六 -太平洋戦争70年目の真実-)는 2011년 12월 23일에 개봉된 일본의 전쟁 영화이다.

## 개요
연합함대 사령장관 야마모토 이소로쿠의 실상을 영화화 한 전쟁 영화이다. 감독은 《8일째 매미》의 나루시마 이즈루이며, 주연은 야쿠소 고지이다.
캐프프레이즈는 ‘누구보다 전쟁을 반대한 남자가 있었다.’

## 배역
- 야쿠쇼 코지 - 야마모토 이소로쿠 역
- 에모토 아키라 - 요나이 미쓰마사 역
- 야나기바 토시로 - 이노우에 시게요시 역
- 요시다 에이사쿠 - 미야케 요시다케 역
- 아베 히로시 - 아마구치 다이몬 역
- 나카무라 이쿠지 - 우가키 마토메 역
- 시나 깃페이 - 쿠로시마 가메토 역
- 나카하라 다케오 - 나구모 주이치 역
- 이부 마사토 - 나가노 오사미 역
- 다마키 히로시 - 신도 토시카츠 역
- 카가와 테루유키
- 세토 아사카
- 다나카 레나
- 하라다 미에코